# Nueva Zelanda en los Juegos Olímpicos de México 1968
Nueva Zelanda estuvo representada en los Juegos Olímpicos de México 1968 por un total de 52 deportistas que compitieron en 8 deportes.  
El portador de la bandera en la ceremonia de apertura fue el halterófilo Don Oliver.

## Medallistas
El equipo olímpico neozelandés obtuvo las siguientes medallas:
| Nombre                                                          | Deporte   | Competición                      |
| --------------------------------------------------------------- | --------- | -------------------------------- |
| Oro                                                             |           |                                  |
| Warren Cole Ross Collinge Simon Dickie Dick Joyce Dudley Storey | Remo      | Cuatro con timonel (M4+) M       |
| Plata                                                           |           |                                  |
| —                                                               |           |                                  |
| Bronce                                                          |           |                                  |
| Mike Ryan                                                       | Atletismo | Maratón M                        |
| Ian Ballinger                                                   | Tiro      | Rifle en posición tendida 50 m M |